# HD 143009
HD 143009 är en ensam stjärna belägen i den mellersta delen av stjärnbilden Vargen 
som också har Bayer-beteckningen e Lupi. Den har en skenbar magnitud av ca 4,99 och är svagt synlig för blotta ögat där ljusföroreningar ej förekommer. Baserat på parallax enligt Gaia Data Release 2 på ca 8,6 mas, beräknas den befinna sig på ett avstånd på ca 380 ljusår (ca 116 parsek) från solen. Den rör sig närmare solen med en heliocentrisk radialhastighet på ca -27 km/s.

## Egenskaper
HD 143009 är en orange till gul jättestjärna av spektralklass K0 II-III som har en luminositet med blandade drag jätte och ljusstark jätte. Den har en radie som är ca 17 solradier och har ca 152 gånger solens utstrålning av energi från dess fotosfär vid en effektiv temperatur av ca 4 900 K.